# Hoquei sobre herba als Jocs Olímpics d'estiu de 2016

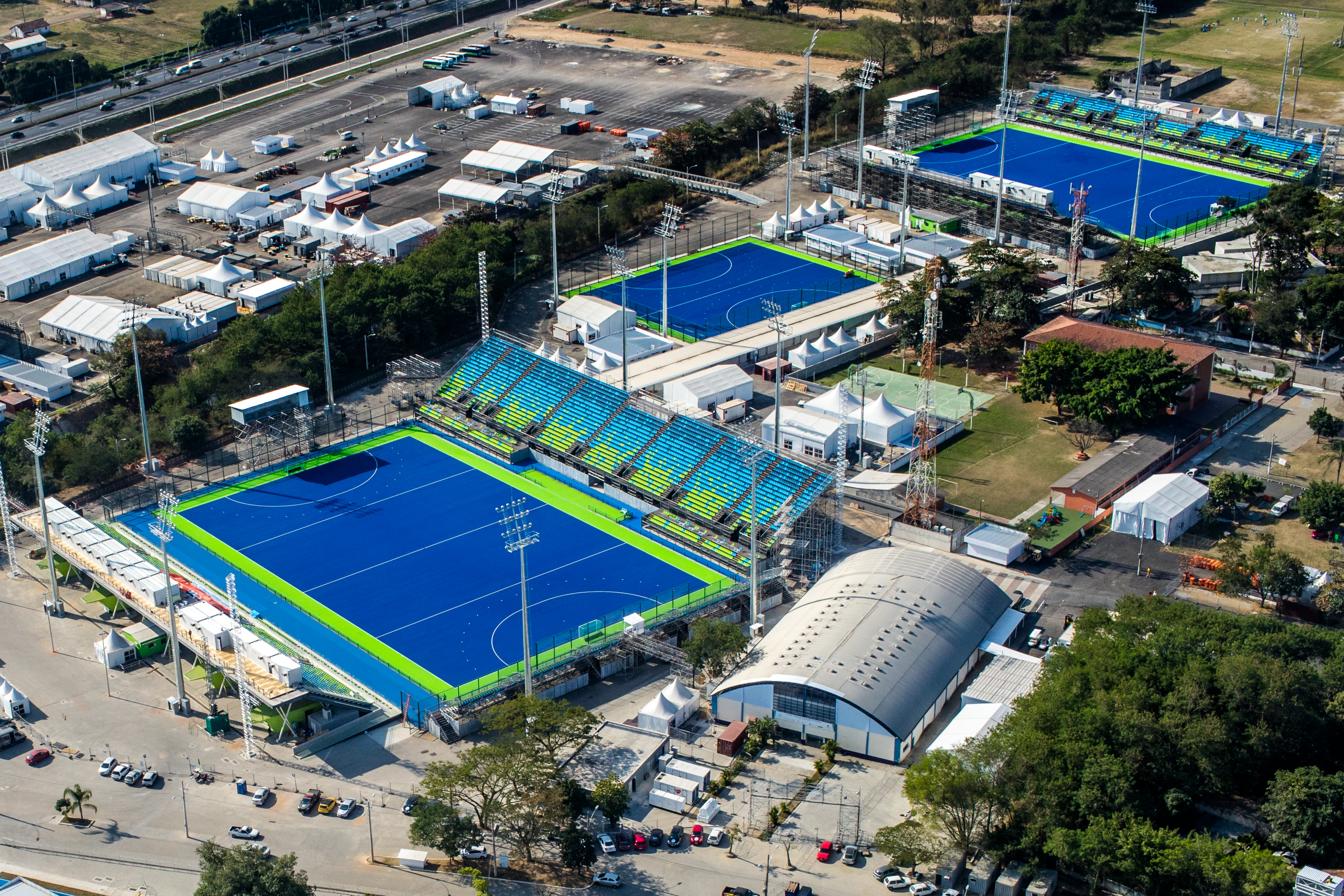
Imatge de l'Olympic Hockey Center.

Als Jocs Olímpics d'Estiu de 2016, realitzats a la ciutat de Rio de Janeiro (Brasil), es disputaran dues proves d'Hoquei sobre herba, una en categoria masculina i suna altra en categoria femenina.
Les proves es realitzaran entre els dies 6 i 19 d'agost de 2016 al pavelló 2 de Riocentro.

## Calendari
El calendari s'aprovà el 27 d'abril de 2016.
| G | Fase de grups | ¼ | Quarts de final | ½ | Semifinals | B | 3r lloc | F | Final |

| Prova↓/Data →       | Ds 6 | Dg 7 | Dl 8 | Dm 9 | Dc 10 | Dj 11 | Dv 12 | Ds 13 | Dg 14 | Dl 15 | Dm 16 | Dc 17 | Dj 18 | Dj 18 | Dv 19 | Dv 19 |
| ------------------- | ---- | ---- | ---- | ---- | ----- | ----- | ----- | ----- | ----- | ----- | ----- | ----- | ----- | ----- | ----- | ----- |
| Categoria masculina | G    | G    | G    | G    | G     | G     | G     |       | ¼     |       | ½     |       | B     | F     |       |       |
| Categoria femenina  | G    | G    | G    | G    | G     | G     | G     | G     |       | ¼     |       | ½     |       |       | B     | F     |

## Competició Masculina

### Fase de Grup

#### Grup A
| Pos | Equip        | PJ | PG | PE | PP | GF | GC | DG  | Pts | Classificació   |
| --- | ------------ | -- | -- | -- | -- | -- | -- | --- | --- | --------------- |
| 1   | Bèlgica      | 5  | 4  | 0  | 1  | 21 | 5  | +16 | 12  | Quarts de Final |
| 2   | Espanya      | 5  | 3  | 1  | 1  | 13 | 6  | +7  | 10  | Quarts de Final |
| 3   | Austràlia    | 5  | 3  | 0  | 2  | 13 | 4  | +9  | 9   | Quarts de Final |
| 4   | Nova Zelanda | 5  | 2  | 1  | 2  | 17 | 8  | +9  | 7   | Quarts de Final |
| 5   | Regne Unit   | 5  | 1  | 2  | 2  | 14 | 10 | +4  | 5   |                 |
| 6   | Brasil       | 5  | 0  | 0  | 5  | 1  | 46 | −45 | 0   |                 |

#### Grup B
| Pos | Equip         | PJ | PG | PE | PP | GF | GC | DG  | Pts | Classificació   |
| --- | ------------- | -- | -- | -- | -- | -- | -- | --- | --- | --------------- |
| 1   | Alemanya      | 5  | 4  | 1  | 0  | 17 | 10 | +7  | 13  | Quarts de Final |
| 2   | Països Baixos | 5  | 3  | 1  | 1  | 18 | 6  | +12 | 10  | Quarts de Final |
| 3   | Argentina     | 5  | 2  | 2  | 1  | 14 | 12 | +2  | 8   | Quarts de Final |
| 4   | Índia         | 5  | 2  | 1  | 2  | 9  | 9  | 0   | 7   | Quarts de Final |
| 5   | Irlanda       | 5  | 1  | 0  | 4  | 10 | 16 | −6  | 3   |                 |
| 6   | Canadà        | 5  | 0  | 1  | 4  | 7  | 22 | −15 | 1   |                 |

### Eliminatòries
|  | Quarts de Final | Quarts de Final |               |   | Semifinals        | Semifinals        |  |  | Medalla d'Or | Medalla d'Or |
|  |                 |                 |               |   |                   |                   |  |  |              |              |
|  | 14 d'agost      |                 |               |   |                   |                   |  |  |              |              |
|  |                 |                 |               |   |                   |                   |  |  |              |              |
|  | Bèlgica         | 3               |               |   |                   |                   |  |  |              |              |
|  | Bèlgica         | 3               | 16 d'agost    |   |                   |                   |  |  |              |              |
|  | Índia           | 1               |               |   |                   |                   |  |  |              |              |
|  | Índia           | 1               | Bèlgica       | 3 |                   |                   |  |  |              |              |
|  | 14 d'agost      |                 | Bèlgica       | 3 |                   |                   |  |  |              |              |
|  |                 | Països Baixos   | 1             |   |                   |                   |  |  |              |              |
|  | Països Baixos   | Països Baixos   | 1             | 4 |                   |                   |  |  |              |              |
|  | Països Baixos   |                 | 18 d'agost    | 4 |                   |                   |  |  |              |              |
|  | Austràlia       | 0               |               |   |                   |                   |  |  |              |              |
|  | Austràlia       | 0               | Bèlgica       |   |                   |                   |  |  |              |              |
|  | 14 d'agost      |                 |               |   |                   |                   |  |  |              |              |
|  |                 | Argentina       |               |   |                   |                   |  |  |              |              |
|  | Espanya         | 1               |               |   |                   |                   |  |  |              |              |
|  | Espanya         | 1               | 16 d'agost    |   |                   |                   |  |  |              |              |
|  | Argentina       | 2               |               |   |                   |                   |  |  |              |              |
|  | Argentina       | 2               | Argentina     | 5 |                   |                   |  |  |              |              |
|  | 14 d'agost      |                 | Argentina     | 5 |                   |                   |  |  |              |              |
|  |                 | Alemanya        | 2             |   | Medalla de Bronze | Medalla de Bronze |  |  |              |              |
|  | Alemanya        | Alemanya        | 2             | 3 | Medalla de Bronze | Medalla de Bronze |  |  |              |              |
|  | Alemanya        |                 | 18 d'agost    | 3 |                   |                   |  |  |              |              |
|  | Nova Zelanda    | 2               |               |   |                   |                   |  |  |              |              |
|  | Nova Zelanda    | 2               | Països Baixos |   |                   |                   |  |  |              |              |
|  |                 |                 |               |   |                   |                   |  |  |              |              |
|  | Alemanya        |                 |               |   |                   |                   |  |  |              |              |
|  |                 |                 |               |   |                   |                   |  |  |              |              |

## Competició Feminina

### Fase de Grup

#### Grup A
| Pos | Equip           | PJ | PG | PE | PP | GF | GC | DG  | Pts | Classificació   |
| --- | --------------- | -- | -- | -- | -- | -- | -- | --- | --- | --------------- |
| 1   | Països Baixos   | 5  | 4  | 1  | 0  | 13 | 1  | +12 | 13  | Quarts de Final |
| 2   | Nova Zelanda    | 5  | 3  | 1  | 1  | 11 | 5  | +6  | 10  | Quarts de Final |
| 3   | Alemanya        | 5  | 2  | 1  | 2  | 6  | 6  | 0   | 7   | Quarts de Final |
| 4   | Espanya         | 5  | 2  | 0  | 3  | 6  | 12 | −6  | 6   | Quarts de Final |
| 5   | R.P. de la Xina | 5  | 1  | 2  | 2  | 3  | 5  | −2  | 5   |                 |
| 6   | Corea del Sud   | 5  | 0  | 1  | 4  | 3  | 13 | −10 | 1   |                 |

#### Grup B
| Pos | Equip        | PJ | PG | PE | PP | GF | GC | DG  | Pts | Classificació   |
| --- | ------------ | -- | -- | -- | -- | -- | -- | --- | --- | --------------- |
| 1   | Regne Unit   | 5  | 5  | 0  | 0  | 12 | 4  | +8  | 15  | Quarts de Final |
| 2   | Estats Units | 5  | 4  | 0  | 1  | 14 | 5  | +9  | 12  | Quarts de Final |
| 3   | Austràlia    | 5  | 3  | 0  | 2  | 11 | 5  | +6  | 9   | Quarts de Final |
| 4   | Argentina    | 5  | 2  | 0  | 3  | 12 | 6  | +6  | 6   | Quarts de Final |
| 5   | Japó         | 5  | 0  | 1  | 4  | 3  | 16 | −13 | 1   |                 |
| 6   | Índia        | 5  | 0  | 1  | 4  | 3  | 19 | −16 | 1   |                 |

### Eliminatòries
|  | Quarts de Final | Quarts de Final |                    |       | Semifinals        | Semifinals        |  |  | Medalla d'Or | Medalla d'Or |
|  |                 |                 |                    |       |                   |                   |  |  |              |              |
|  | 15 d'agost      |                 |                    |       |                   |                   |  |  |              |              |
|  |                 |                 |                    |       |                   |                   |  |  |              |              |
|  | Països Baixos   | 3               |                    |       |                   |                   |  |  |              |              |
|  | Països Baixos   | 3               | 17 d'agost         |       |                   |                   |  |  |              |              |
|  | Argentina       | 2               |                    |       |                   |                   |  |  |              |              |
|  | Argentina       | 2               | Països Baixos (p.) | 1 (4) |                   |                   |  |  |              |              |
|  | 15 d'agost      |                 | Països Baixos (p.) | 1 (4) |                   |                   |  |  |              |              |
|  |                 | Alemanya        | 1 (3)              |       |                   |                   |  |  |              |              |
|  | Estats Units    | Alemanya        | 1 (3)              | 1     |                   |                   |  |  |              |              |
|  | Estats Units    |                 | 19 d'agost         | 1     |                   |                   |  |  |              |              |
|  | Alemanya        | 2               |                    |       |                   |                   |  |  |              |              |
|  | Alemanya        | 2               | Països Baixos      |       |                   |                   |  |  |              |              |
|  | 15 d'agost      |                 |                    |       |                   |                   |  |  |              |              |
|  |                 | Regne Unit      |                    |       |                   |                   |  |  |              |              |
|  | Nova Zelanda    | 4               |                    |       |                   |                   |  |  |              |              |
|  | Nova Zelanda    | 4               | 17 d'agost         |       |                   |                   |  |  |              |              |
|  | Austràlia       | 2               |                    |       |                   |                   |  |  |              |              |
|  | Austràlia       | 2               | Nova Zelanda       | 0     |                   |                   |  |  |              |              |
|  | 15 d'agost      |                 | Nova Zelanda       | 0     |                   |                   |  |  |              |              |
|  |                 | Regne Unit      | 3                  |       | Medalla de Bronze | Medalla de Bronze |  |  |              |              |
|  | Regne Unit      | Regne Unit      | 3                  | 3     | Medalla de Bronze | Medalla de Bronze |  |  |              |              |
|  | Regne Unit      |                 | 19 d'agost         | 3     |                   |                   |  |  |              |              |
|  | Espanya         | 1               |                    |       |                   |                   |  |  |              |              |
|  | Espanya         | 1               | Alemanya           |       |                   |                   |  |  |              |              |
|  |                 |                 |                    |       |                   |                   |  |  |              |              |
|  | Nova Zelanda    |                 |                    |       |                   |                   |  |  |              |              |
|  |                 |                 |                    |       |                   |                   |  |  |              |              |

## Resum de medalles
| Prova                  | Or | Plata | Bronze |
| Hoquei masculí Detalls | ArgentinaJuan Manuel Vivaldi · Gonzalo Peillat · Juan Ignacio Gilardi · Facundo Callioni · Lucas Rey · Matías Paredes · Joaquín Menini · Lucas Vila · Luca Masso · Ignacio Ortiz · Juan Martín López · Juan Manuel Saladino · Isidoro Ibarra · Matías Rey · Manuel Brunet · Agustín Mazzilli · Lucas Rossi · Pedro Ibarra | BèlgicaArthur Van Doren · John-John Dohmen · Florent van Aubel · Sebastien Dockier · Cédric Charlier · Gauthier Boccard · Emmanuel Stockbroekx · Thomas Briels · Felix Denayer · Vincent Vanasch · Simon Gougnard · Loïck Luypaert · Tom Boon · Jérôme Truyens · Elliot Van Strydonck · Tanguy Cosyns  | AlemanyaNicolas Jacobi · Mathias Müller · Linus Butt · Martin Häner · Moritz Trompertz · Mats Grambusch · Christopher Wesley · Timm Herzbruch · Tobias Hauke · Tom Grambusch · Christopher Rühr · Martin Zwicker · Moritz Fürste · Florian Fuchs · Timur Oruz · Niklas Wellen                             |
| Hoquei femení Detalls  | Regne UnitMaddie Hinch · Laura Unsworth · Crista Cullen · Hannah Macleod · Georgie Twigg · Helen Richardson-Walsh · Susannah Townsend · Kate Richardson-Walsh · Sam Quek · Alex Danson · Giselle Ansley · Sophie Bray · Hollie Webb · Shona McCallin · Lily Owsley · Nicola White                                         | Països BaixosJoyce Sombroek · Xan de Waard · Kitty van Male · Laurien Leurink · Willemijn Bos · Marloes Keetels · Carlien Dirkse van den Heuvel · Kelly Jonker · Maria Verschoor · Lidewij Welten · Caia van Maasakker · Maartje Paumen · Naomi van As · Ellen Hoog · Margot van Geffen · Eva de Goede | AlemanyaNike Lorenz · Selin Oruz · Anne Schröder · Lisa Schütze · Charlotte Stapenhorst · Katharina Otte · Janne Müller-Wieland · Hannah Krüger · Jana Teschke · Lisa Altenburg · Franzisca Hauke · Cécile Pieper · Marie Mävers · Annika Sprink · Julia Müller · Pia-Sophie Oldhafer · Kristina Reynolds |

## Medaller
| Posició | País          | Or | Plata | Bronze | Total |
| 1       | Argentina     | 1  | 0     | 0      | 1     |
| 1       | Regne Unit    | 1  | 0     | 0      | 1     |
| 3       | Bèlgica       | 0  | 1     | 0      | 1     |
| 3       | Països Baixos | 0  | 1     | 0      | 1     |
| 5       | Alemanya      | 0  | 0     | 2      | 2     |
| Total   | Total         | 2  | 2     | 2      | 6     |